# 6721 Minamiawaji
6721 Minamiawaji eller 1990 VY6 är en asteroid i huvudbältet som upptäcktes den 10 november 1990 av den japanska astronomen Takeshi Urata vid Nihondaira-observatoriet. Den är uppkallad efter den japanska staden Minamiawaji.
Asteroiden har en diameter på ungefär 15 kilometer.